# Johann Erdwin Christopher Ebermaier
Johann Erdwin Christopher Ebermaier (19 de abril de 1768 - 21 de febrero de 1825) fue un médico, farmacéutico, y botánico alemán.

## Biografía
Era el padre del naturalista Carl Heinrich Ebermaier que escribió sobre herbología.
Se formó en la academia quirúrgica en Braunschweig, luego estudió medicina en la Universidad de Gotinga. En 1797 obtuvo su doctorado en medicina, y luego la ejerció en Rheda y más tarde en Dortmund. Posteriormente, se trasladó a Kleve, donde fue nombrado miembro del consejo medicinal prusiano. Más tarde trabajó con la misma capacidad en Düsseldorf.
A lo largo de su vida, mantuvo un interés en el campo de la farmacia, y fue el autor de Pharmaceutische Receptirkunst oder Anleitung für Apotheker (Formularios farmacéuticos o Instrucciones a boticarios 1804.)
También fue el autor de libros de texto y manuales de obstetricia y cirugía que fueron populares en su tiempo. Con Georg Wilhelm Christoph Consbruch (1764-1837), publicó Allgemeine Encyclopädie für practische Ärzte und Wundärzte (Enciclopedia general para médicos y cirujanos 1803.)

## Algunas publicaciones

### Libros
- 1794. Vergleichende Beschreibung derjenigen Pflanzen, welche in den Apotheken leicht miteinander verwechselt werden, nebst ihren unterscheidenden Kennzeichen und einer Einl. ü. diesen Gegenstand . Schulbuchhdl. Braunschweig 1794 Ed. digital en Universidad y Biblioteca Estatal de Düsseldorf

- 1802. [Standorten] : von den Standörtern der Pflanzen, im allgemeinen und denen der Arzne gewächse insbesonderes; vorzüglich in Hinsicht der Verschiedenheit in den Kräften und Wirkungen arzneylicher Pflanzen von einer und derselben Art, nach ihren verschiedenen Standörtern ; für Aerzte und Apotheker . Waldeck, Münster 1802 Ed. digital en Universidad y Biblioteca Estatal de Düsseldorf.

- 1821. Manuel des pharmaciens et des droguistes, v. 1. Ed. J.-A. Brosson et J.-S. Chaudé, 462 p.

- 2013. Taschenbuch Der Pharmacie Fur Arzte Und Apotheker. Con Georg Wilhelm Christoph Consbruch, Johann F. Niemann. Ed. reimpresa de BiblioBazaar, 624 p. ISBN 1295371359, ISBN 9781295371358

## Honores

### Eponimia
- (Acanthaceae) Ebermaiera Nees in Wall.[4]
- La abreviatura «Eberm.» se emplea para indicar a Johann Erdwin Christopher Ebermaier como autoridad en la descripción y clasificación científica de los vegetales.[5]